# Austrocyrta australiensis

Austrocyrta australiensis  (лат.) — вид сидячебрюхих перепончатокрылых насекомых рода Austrocyrta из семейства остробрюхих рогохвостов (Xiphydriidae) (триба Derecyrtini, Derecyrtinae). Австралия.

## Распространение
Квинсленд, штат Виктория, Новый Южный Уэльс. Эндемик Австралии. Первый представитель южноамериканского подсемейства Derecyrtinae в Австралии.

## Описание
Длина от 10 до 11 мм. Окраска в основном чёрная или тёмно-бурая с желтоватыми отметинами на голове, груди (пронотум, мезоскутеллюм, скутеллюм). Голени и лапки коричневые. Перепончатокрылые насекомые с удлинённой формой тела. Обладают сильно вздутой за глазами головой. Нижнечелюстные щупики 7-члениковые, нижнегубные состоят из 4 сегментов. Жгутик усика включает 19 флагелломеров. у самцов или 23 у самок. Лоб и щёки гладкие и блестящие. Заднее крыло расширенное в средней части. В переднем крыле жилка 2r отсутствует. Разделяет общие с подсемейством Derecyrtinae признаки, такие как, чётко ограниченная килями дорсальная область на мезоскутеллюме и выступающие туберкулы около её вершины (близок к двум родам Derecyrta и Steirocephala, встречающимся только в Южной Америке). Обнаружены в растительных сообществах, редкий вид. Вид и род были впервые описаны в 1955 году гименоптерологом Эдгаром Риком (Edgar F. Riek, 1955). Валидный статус вида был подтверждён в 2009 году в ходе ревизии рода австралийскими энтомологами Джоном Дженнингсом и Эндрю Остином (John T. Jennings; Andrew D. Austin; Australian Centre for Evolutionary Biology and Biodiversity, School of Earth and Environmental Sciences, The University of Adelaide, Аделаида, Австралия) и американским зоологом Натаном Шиффом (Nathan M. Schiff; USDA Forest Service, Center for Bottomland Hardwoods Research, Стонвилл, Миссисипи, США)